# Aontú
Aontú (dansk: Foren) er et irsk socialkonservativt politisk parti, som er aktivt både i Republikken Irland og i Nordirland. Partiet blev dannet af Peadar Tóibín, efter han forlod Sinn Féin over sin modstand til abort.

## Historie
Partiets grundlægger Peadar Tóibín, forlod Sinn Féin den 15. november 2018, på baggrund af sin modstand til abort, efter at han var blevet frataget sine ordførerskaber, efter han stemte imod partilinjen på abortspørgsmålet. Det nye parti blev officielt præsenteret den 28. januar 2019 i Belfast. Parti er et såkaldt 'all-Ireland' parti, altså et parti som er aktivt i både Republikken Irland og i Nordirland.
Partiets debutvalg var lokalvalget i Nordirland i 2019. Deres første større valg, var parlamentsvalget i Storbritannien 2019. Her var partiet opstillet i 7 ud af 18 valgkredser i Nordirland, men vandt ingen af dem.
Ved parlamentsvalget i Irland i 2020 lykkedes det Tóibín at beholde sin plads i Dáil Éireann. Det lykkedes dog ikke at vinde yderlige pladser, og partiet fik i alt 1,8% af stemmerne.

## Ideologi
Aontú er et katolsk-konservativt parti, og er imod abort. Partiet holder dog traditionelt venstreorienterede holdninger på områder som økonomi og klimaforandringer.

## Valgresultater

### Valg i Republikken Irland
| Valg | Partileder    | Stemmer | %    | Pladser |
| ---- | ------------- | ------- | ---- | ------- |
| 2020 | Peadar Tóibín | 41.575  | 1,9% | 1 / 160 |

### Valg i Nordirland
| Valg  | Partileder    | Stemmer | %    | Pladser |
| ----- | ------------- | ------- | ---- | ------- |
| 20191 | Peadar Tóibín | 9.814   | 1,2% | 0 / 18  |

Noter:
↑1 - Partiet var kun opstillet i valgkredse i Nordirland.
| Valg | Partileder    | Stemmer | %    | Pladser |
| ---- | ------------- | ------- | ---- | ------- |
| 2022 | Peadar Tóibín | 12.777  | 1,5% | 0 / 90  |